# Straniamento

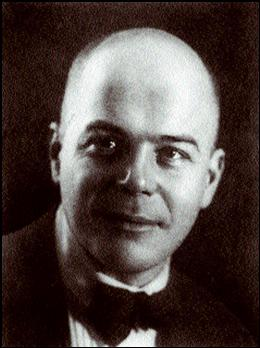
Viktor Šklovskij

Lo straniamento, tradotto dalla parola originale russa остранение (ostranenie, pronuncia [ɐstrɐˈnʲenʲɪjə], che significa 'allontanamento'), è un artificio letterario che ha lo scopo di far uscire il lettore "dall'automatismo della percezione", inducendo in lui un'impressione viva e insolita di un determinato contenuto. Il termine fu introdotto dal teorico russo della letteratura e critico formalista Viktor Borisovič Šklovskij nel 1917, nel saggio L'arte come procedimento (ora in Teoria della prosa).
Secondo Šklovskij per generare un effetto di straniamento è necessario che il linguaggio sia immediatamente percepito come diverso dal linguaggio comune, in accordo con il precetto di Aristotele secondo cui "Il linguaggio poetico deve apparire strano e meraviglioso".
Il concetto ebbe un'enorme influenza durante tutto il XX secolo in ogni ambito della produzione artistica.

## In letteratura
È lo stesso Šklovskij a parlare di straniamento in letteratura, nel momento in cui introduce questo concetto. Partendo dal riconoscimento dell'arte come (dovuta) manipolazione, Sklovskij elabora questo concetto.
Šklovskij divide il racconto in due tipologie, a seconda dello sviluppo:
1. Il primo si sviluppa mediante misteri che verranno svelati solo in seguito alla loro introduzione (come avviene nei racconti polizieschi). A questa prima categoria fa riferimento anche la letteratura erotica, dove spesso si trovano interi intrecci basati sul non immediato riconoscimento degli organi sessuali.[5]
2. Il secondo si sviluppa attraverso una narrazione chiara e basata su rapporti di causa-effetto, in cui gli eventi si susseguono in ordine cronologico.

Nel primo caso lo straniamento è dichiarato: a causa delle omissioni volute, la storia risulterà inizialmente incomprensibile, fino al momento della rivelazione. Anche nella seconda tipologia si può ottenere un effetto straniante.

### Guerra e paceeCholstomérdi Lev Tolstoj

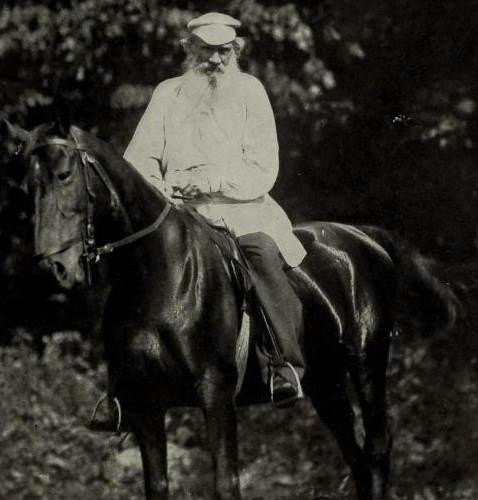
Leo Tolstoj su di un cavallo

Come esempio viene citato Tolstoj, il quale strania l'oggetto del racconto rafforzandone la sua percezione: anche se ben conosciuto dal lettore, lo descrive come se venisse visto per la prima volta. In Guerra e pace lo scrittore descrive nel dettaglio interazioni sociali su cui quotidianamente non ci si soffermerebbe perché automatizzate dall'abitudine e non di rilievo ai fini dell'intreccio. Un esempio lampante è il racconto di Tolstoj Cholstomér, nel quale il narratore è il cavallo protagonista del racconto. Grazie a questa scelta la realtà narrata è straniata attraverso la percezione di un animale.

## Nel teatro
Bertolt Brecht elaborò per il suo teatro epico un concetto analogo o mutuato da quello introdotto da Šklovskij, da lui teorizzato con il nome di Verfremdungseffekt (dal tedesco fremd: strano, straniero, sconosciuto), spesso abbreviato come V-effekt.
Diversi autori ritengono che Brecht giunse a formulare la sua teoria dello straniamento teatrale tramite la frequentazione dello scrittore russo Sergej Tret'jakov, a sua volta amico e collaboratore di Sklovskij. In particolare, si ricorda una visita di Brecht a Mosca nel 1935, durante la quale i due ebbero modo di confrontarsi a lungo sull'argomento.

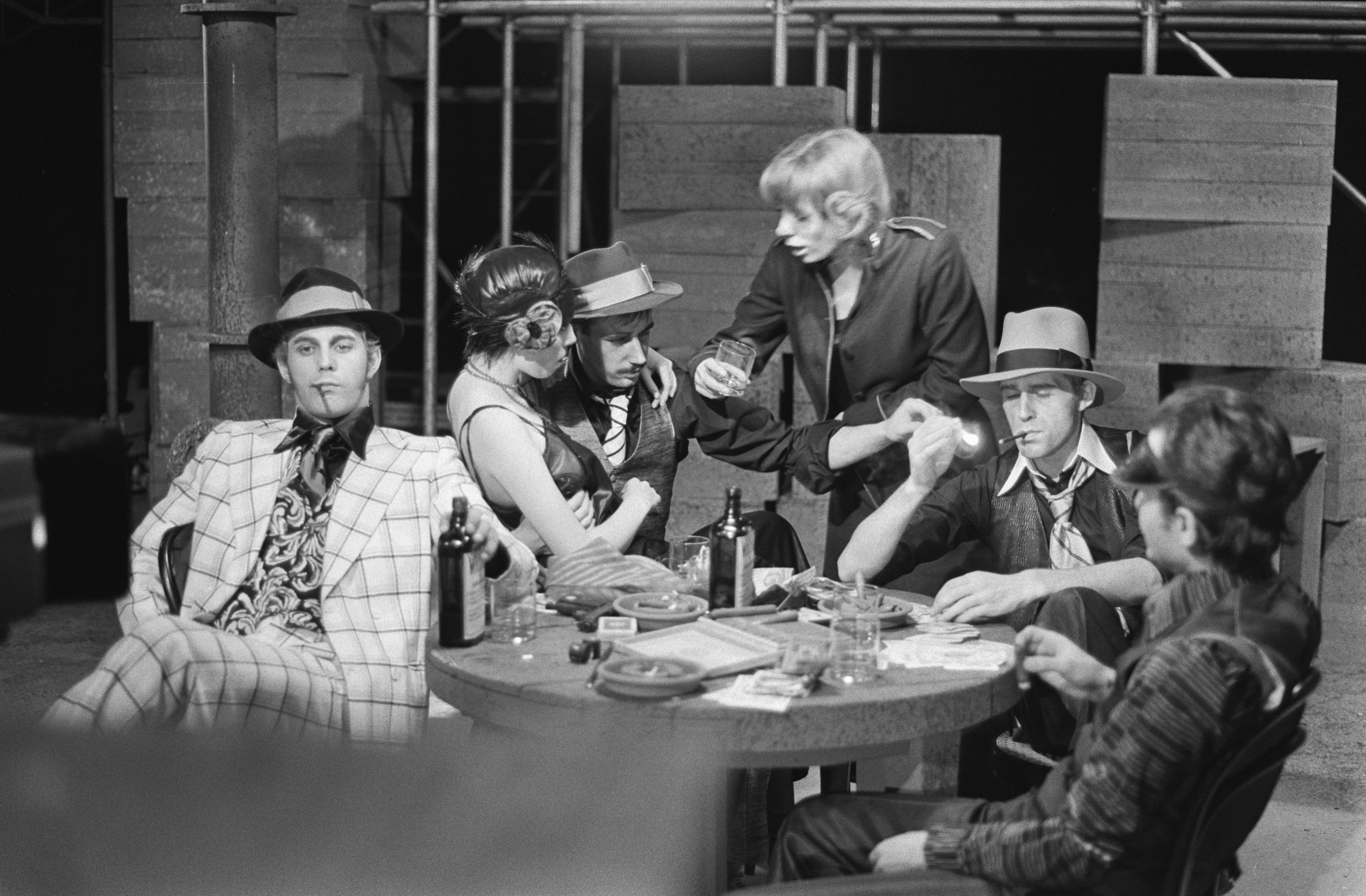
NOS TV, registrazione della commedia di Bertold Brecht e Kurt Weil "Treppauf und Trebbab", diretta da Wilhelmina Hoedeman

Nell'ottica marxista di Brecht, lo straniamento è funzionale all'obiettivo di indurre nello spettatore una presa di coscienza politica che lo spinga all’azione rivoluzionaria. A questo fine è necessario sviluppare nello spettatore un atteggiamento critico, possibile solo quando egli sia posto in grado di acquisire una certa distanza nei confronti della rappresentazione. Per questo Brecht fa di tutto per far percepire il carattere fittizio del teatro: rivela la trama prima dell'inizio della rappresentazione, inserisce cartelli e proiezioni sul palco, fa rompere agli attori la quarta parete e addirittura consiglia al pubblico di fumare in sala.
L'obiettivo è rendere percepibili gli artifici alla base del processo di produzione, tanto nel contesto dello spettacolo, quanto in quello della realtà sociale.

### La madredi Bertold Brecht
Brecht si oppone al naturalismo di ispirazione aristotelica, dominante nel teatro a lui contemporaneo, basato sull'empatia e finalizzato a generare catarsi tramite l’identificazione con i personaggi, ritenendo questo modo di procedere incompatibile con l'esigenza di ottenere il distanziamento del pubblico dallo spettacolo.
(Bertold Brecht, Scritti teatrali, Teoria e tecnica dello spettacolo)

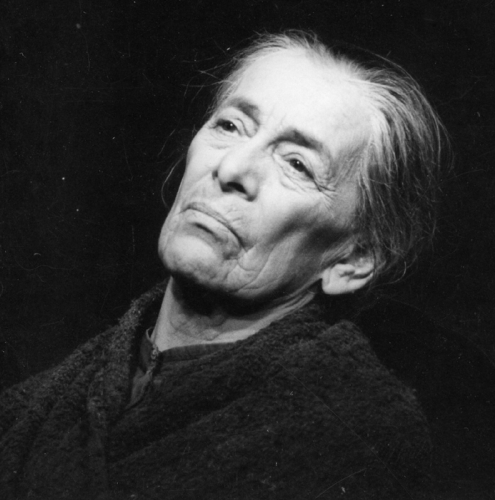
Helene Weigel nel ruolo di Pelageja Nilvona Vlasova (1967)

Un procedimento tipico del teatro brechtiano è quello di far parlare gli attori in terza persona, come in questo monologo tratto da La madre:
(Bertolt Brecht, La madre)
Anche per quanto riguarda la recitazione, Brecht respinge l'immedesimazione dell’attore, da cui dipende quella dello spettatore. Il personaggio deve essere rappresentato e non vissuto dall'attore, altrimenti non può realizzarsi quella distanza critica che è necessaria alla percezione dell'artificio. Brecht teorizza questo effetto in un testo in cui discute le differenze tra il consueto teatro drammatico e il suo "teatro epico":
Lo spettatore del teatro epico dice: Non l'avrei mai pensato – Non è così – È straordinario, difficilmente credibile – Deve finire – Le sofferenze di quest'uomo mi sconvolgono, perché non sono necessarie – Questa è una grande arte; niente di ovvio in esso – rido quando piangono, piango quando ridono.»
(Bertolt Brecht, Brecht on Theatre)
Secondo il critico Péter Szondi, Brecht propone un rifiuto della costruzione psicologica “a tutto tondo” del personaggio, alla quale oppone una costruzione del personaggio come insieme di elementi contraddittori, messi in luce proprio da uno stile di recitazione straniante. Dunque l’attore può uscire dal personaggio, commentarlo o addirittura recitarlo in maniera differente.
La scuola di pensiero facente capo al teatro epico si oppone all’altra grande concezione teatrale che prevede l’immedesimazione dell'attore nel personaggio, teorizzata da Stanislavskij e in seguito ripresa, in ambito cinematografico, dall’Actors Studio di Lee Strasberg.

## Nel cinema
In ambito cinematografico la nozione di straniamento, pur elaborata inizialmente nel campo della teoria letteraria, fu di notevole influenza, oltre che sui contemporanei di Šklovskij, cioè nell’avanguardia sovietica degli anni Venti, anche sul cinema internazionale a venire.

### Avanguardia sovietica
Le idee dei formalisti trovarono terreno fertile nel fervido panorama culturale dell'Unione Sovietica degli anni venti. Questo avvenne anche grazie al significativo impatto culturale delle riviste LEF (Fronte di Sinistra delle Arti, 1923-1925) e Novyj Lev (1927-28), ispirate al programma, di stampo costruttivista, di fare dell'arte un elemento determinante nelle pratiche sociali e nella costruzione del nuovo stato sovietico.
Oltre a Šklovskij, tra i collaboratori di questa rivista figurano non solo letterati o artisti, ma anche registi come Sergej Michajlovič Ėjzenštejn e Dziga Vertov. Questi ultimi, "pur senza necessariamente teorizzar[lo]", operarono un "riadattamento funzionale", in chiave politica, della priyom ostranenije, o "tecnica del rendere strano", originariamente proposta da Šklovskij in chiave esclusivamente poetica
Vari autori hanno notato l'esistenza di un'evidente affinità tra il cinema di Vertov e l'idea šklovskiana di "messa a nudo del procedimento". Nell’ambito di un'accesa polemica con Ejzenštejn, Vertov rifiuta categoricamente il cinema di messa in scena, ritenuto responsabile di annebbiare la mente e di confondere lo spettatore, assorbendolo negli artifici della finzione e rendendolo incapace di apprezzare l'esperienza quotidiana della "vita così com'è":
(Dziga Vertov, Istruzioni provvisorie ai circoli del Kinoglaz)

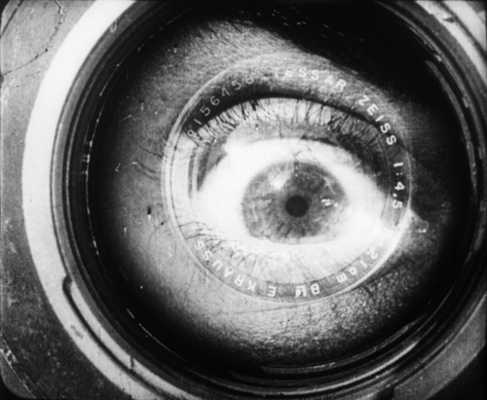
L'uomo con la macchina da presa (1929), di Dziga Vertov

In un suo celebre saggio, Annette Michelson elenca sei diverse strategie adottate da Vertov al fine di "straniare" il materiale dei suoi film:
1. Il continuo richiamo alla presenza dello schermo come superficie;
2. L'intrusione di tecniche di animazione nell'azione filmica;
3. La variazione della velocità di riproduzione;
4. La rottura dell'illusione filmica attraverso la mise-en-abîme dell'inquadratura;
5. La rottura dell'illusione cinematografica, attraverso processi di distorsione e/o astrazione;
6. La sollecitazione costante della riflessione intellettuale attraverso una complessa struttura di montaggio: quest'ultima, secondo l'autrice, "è la tecnica di distanziamento più costantemente utilizzata" da Vertov[12].

La teoria vertoviana del Kinoglaz, o cine-occhio, è infatti volta ad "aprire gli occhi" degli spettatori per mostrargli "più realtà" attraverso la mediazione dell'occhio meccanico della cinepresa, descritto come infinitamente più sensibile rispetto all’occhio umano.

#### L'uomo con la macchina da presadi Dziga Vertov

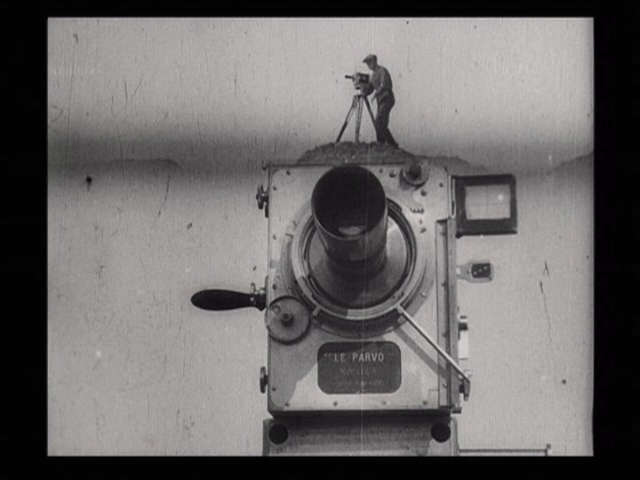
L'uomo con la macchina da presa, Dziga Vertov, 1929

Il suo film del 1929 L’uomo con la macchina da presa mostra i procedimenti stessi alla base della creazione cinematografica, denunciando in tal modo la sua natura artificiale: l'operatore nell'atto di filmare, le mani della montatrice al lavoro alla moviola e infine la proiezione del film ultimato in un cinema affollato di persone, ne sono un esempio.

### Fotogenia
Un altro momento in cui lo straniamento diviene importante nella storia del cinema è quello dell’avanguardia impressionista francese, in particolare nel concetto di fotogenia.
L’idea che la manipolazione di un’immagine sia un processo immediato dell’arte filmica, risale agli anni '20; Louis Delluc parlava di fotogenia come la qualità particolare che cose e persone acquistano solo trasformandosi in oggetti cinematografici (gli strumenti che il regista possiede per catturare questa qualità sono la luce, la scenografia, l’attore e il ritmo). Secondo questa teoria il cinema non è la realtà ma una sua rappresentazione, e non come pura mimesi: se si pretendesse di fissare in senso assoluto la realtà, a scorrere sullo schermo sarebbero immagini confuse o addirittura indecifrabili, dal momento che lo spazio-tempo del reale è altra cosa rispetto allo spazio-tempo cinematografico. Jean Epstein, addirittura, individua nella fotogenia un accrescimento, un potenziamento del valore morale di quelle cose, proprio della trasformazione in linguaggio filmico.
La necessità di sperimentalismo tanto sul piano visivo, quanto sul piano tematico, porta lo straniamento a diventare strumento di spicco per il mondo introspettivo del cinema moderno degli anni '50 e '60: ricordiamo, ad esempio, i jump cut di Jean-Luc Godard, lo stile grottesco e dalle marcate intenzioni stranianti di Pier Paolo Pasolini, sino alla rottura della quarta parete nelle commedie di Woody Allen.

### Jean-Luc Godard
Anche l'opera e la poetica di Jean-Luc Godard possono essere lette in un'ottica di straniamento brechtiano. Molti hanno parlato di una connessione fra i due autori. Godard stesso dissemina nei suoi film dei riferimenti al drammaturgo tedesco come ne La cinese e ne Il disprezzo.
Secondo Julia Lesage il cinema mantiene un'illusione di realtà maggiore rispetto al teatro; inoltre l’identificazione psicologica tipica del cinema narrativo è affine al teatro "drammatico" rigettato da Brecht. Godard segue l'esempio di Brecht per creare uno stile filmico non naturalistico e didattico, con evidenti intenti sociopolitici. Godard è brechtiano dal momento in cui usa la discontinuità cinematografica per rompere l'identificazione; decostruisce le forme narrative, tra ellissi e discontinuità, inserti non diegetici, tecnicismi resi evidenti, caratterizzazione piatta dei personaggi.

#### Una donna sposatadi Jean-Luc Godard

Macha Mèril in una scena di Una femme marièe, Jean-Luc Godard, 1964

A tal proposito emblematico risulta il caso di "Una donna sposata" (1964)". Le prime dodici inquadrature del film "mostrano una serie di particolari dei corpi di una donna e di un uomo a letto. Vediamo una mano di una donna e una mano di un uomo, il dorso nudo della donna, Charlotte di profilo, poi il suo volto, la sua gamba, il suo ventre, le gambe nude, la schiena dell'uomo, le gambe nude della donna, il flash di un aereo in cielo, ancora le gambe nude della donna e il suo volto carezzato dalla mano dell'uomo". I corpi, tramite il montaggio, "sono oggetto di una frantumazione costante [...] La macchina da presa va a scoprire il corpo e il viso di Charlotte".
La discontinuità, la frammentazione, in Godard hanno un ruolo centrale, sia nel rompere l'illusione di realtà, sia nel restituire i frammenti mostrati, come nell'esempio sopracitato, in un'essenza quasi primigenia, visti come per la prima volta.
L'idealismo e il pathos della figura maschile sono elementi brechtiani presenti nella filmografia di Godard, con un interesse nello sviluppo psicologico interiore, che riduce i film in una dimensione brechtiana, come strumenti per un'analisi sociale. Una caratteristica brechtiana specifica dei film di Godard è lo spingere il pubblico a riflettere su come la messa in scena e tutti i sistemi artistici, culturali, intellettuali e psicologici messi in discussione dal regista vengano posti in uno scontro dialettico e in un'interazione discorsiva volta a far emergere i costrutti filmici e sociali e i loro significati.
Ulteriore tratto comune fra i due artisti è l'impiego di elementi tratti da medium differenti da quello di loro pertinenza, come dipinti, citazioni letterarie o cartelli che si intromettono nella narrazione. Questi elementi che irrompono nel film in maniera quasi disturbante non vanno considerati semplicemente dei pretesti per distogliere lo spettatore dalla narrazione, bensì costituiscono fra loro e con il testo principale una complessa rete di significati che lo spettatore è tenuto a decifrare.

### Pier Paolo Pasolini
Anche il cinema di Pier Paolo Pasolini fa riferimento all'idea di straniamento nell'arte.
Egli fa propria la distinzione di Šklovskij fra linguaggio prosaico e linguaggio poetico in quanto distingue tra cinema di prosa e cinema di poesia (nonostante non sia appurato se egli si stesse direttamente rifacendo all'opera del critico russo). Pasolini sostiene che nel cinema come nelle altre arti esista una prosa nella quale la macchina da presa, la regia e più in generale lo stile dell’autore non si sentono; esempio di ciò è il cinema narrativo classico con rappresentante John Ford. Altra cosa è il cinema di poesia nel quale invece lo stile è ostentato e si percepisce la presenza di un autore dietro la macchina da presa: a tal proposito cita Godard.

#### La Ricottadi Pier Paolo Pasolini

La ricotta, Pier Paolo Pasolini, 1963

Si può individuare il cinema di poesia all’interno del cinema di Pasolini, anche a detta dello stesso autore, a partire dal film La Ricotta del 1963. Nel saggio “il cinema di poesia” chiarisce questa sua definizione. Per Pasolini fare del cinema di poesia significa trasporre al cinema il discorso libero indiretto, figura semantica chiave di tutta la sua produzione artistica. Tale trasposizione non può essere fedele al suo corrispettivo letterario e allora questa figura viene definita da Pasolini come “soggettiva libera indiretta”. Infatti in letteratura, il discorso libero indiretto corrisponde ad una forma pretestuale in cui attraverso la mimesis della lingua di un personaggio, l’autore esprime il proprio punto di vista mentre il cinema, a causa della natura simbolica e concreta dell’immagine, non potendo possedere una lingua codificata, non può attuare questo processo mimetico mediante la lingua, ma può farlo con lo stile, ovvero mettendo in campo una distanza poetica, la quale si crea attraverso i mezzi dello straniamento cinematografico che consistono nel “far sentire la macchina da presa”.

#### La rabbiadi Pier Paolo Pasolini
Con il film La rabbia (1963) Pasolini evidenzia il ruolo politico dello straniamento; si tratta di un film di found footage tratto dal materiale del cinegiornale Mondo Libero messogli a disposizione dal produttore Gastone Ferranti. L'operazione portata avanti da Pasolini consiste nell'accostare questi filmati di attualità in modo tale da far emergere "la rabbia del poeta" ovvero quella condizione di indignazione che scaturisce in opposizione a tutto ciò che il mondo accetta passivamente come normalità e che invece il poeta percepisce come allarmante. Spetta allora al poeta tentare il risveglio delle coscienze in virtù di una rabbia che gli consente di ottenere una diversa prospettiva sulla realtà e così di poterla giudicare, proprio perché la rabbia pone il poeta, attraverso il rifiuto, al diverso della realtà stessa, tanto da potergli rendere possibile un distacco.Ecco che allora i filmati acquistano tutt'altro significato e fanno emergere ciò che celavano nella loro collocazione originale, come cinegiornali. A tal proposito scrive lo stesso Pasolini: